# دانييل مارتينز
دانييل مارتينز (8 مايو 1972 بفيتوريا، البرازيل في البرازيل - ) هو لاعب كرة قدم برازيلي في مركز الظهير. شارك مع منتخب غينيا الاستوائية لكرة القدم. أما مع النوادي، فقد لعب مع ديسبورتيفا كابيزابا ونادي بالميراس ونادي بونتي بريتا ونادي كورينثيانز وCentro Educativo Recreativo Associação Atlética São Mateus ‏.

## وصلات خارجية
- دانييل مارتينز على موقع الاتحاد الدولي (مؤرشف)  (الإنجليزية)
- دانييل مارتينز على موقع قاعدة بيانات كرة القدم.إي يو (الإنجليزية)